# Liste der Radfernwege in Polen
Das ist die Liste der Radfernwege in Polen zum Stand im Jahre 2019. Die Radfernwege werden mit R-1, R-1a, R-1b, R-3, R-4, R-4a, R-4b, R-4c, R-4d und R-4e gemäß den Vorgaben der PTTK nummeriert und grün, blau, gelb, rot oder schwarz ausgewiesen. 

## EuroVelo
Folgende EuroVelo-Wege führen durch Polen:
- Hauptstadt-Route (EV2)
- Mitteleuropa-Route (EV4)
- Baltisch-Adriatische Route (EV9)
- Ostseeküsten-Route (EV10)
- Osteuropa-Route (EV11)
- Iron Curtain Trail (EV13)

## VeloMazovia
In Masowien gibt es 22 Fernradwege mit jeweiligen Längen von 26 km bis 302 km, die im Verbund VeloMazovia zusammengefasst sind.
- Östlicher Weichsel-Fernradweg
- Westlicher Weichsel-Fernradweg
- Mittiger Fernradweg
- Narew-Fernradweg
- Bug-Fernradweg
- Kampinos-Fernradweg
- Bzury-Fernradweg
- Wkrzańska-Fernradweg
- Ciechanów-Fernradweg
- Radom-Fernradweg
- Otwock-Fernradweg
- Siedlce-Fernradweg
- Pułtusk-Fernradweg
- Warschauer Fernradweg
- Kozienice-Fernradweg
- Liw-Fernradweg
- Świder-Fernradweg
- Ring-Fernradweg
- Grójec-Fernradweg
- Truskaw-Fernradweg

## Karpaten-Fernradwegnetz
Sieben Fernradwege werden im Karpaten-Fernradwegnetz zusammengefasst.
- Hauptkarpatenfernradweg
- Sandezer Fernradweg
- Multikultureller Fernradweg
- Weinbau Fernradweg
- Historischer Königsfernradweg
- Grenzüberschreitender Fernradweg
- Vorgebirgsfernradweg

## Großpolnisches Fernradwegnetz
Neun Fernradwege werden im Großpolnischen Fernradwegnetz zusammengefasst.
- Piasten Fernradweg
- Fernradweg der hundert Seen
- Fernradwegering um Posen
- Nördlicher Großpolnischer Fernradweg
- Südlicher Großpolnischer Fernradweg
- Landesfernradweg
- Östlicher Warthe-Fernradweg
- Westlicher Warthe-Fernradweg
- Bernstein-Fernradweg

## Jura Fernradweg der Adlerhorstburgen
- Jura Fernradweg der Adlerhorstburgen

## Greenways Fernradweg
- Greenways Fernradweg Krakau-Mähren-Wien[1]

## Östlicher Fernradweg Green Velo
- Östlicher Fernradweg Green Velo

## Oderfernradweg Blue Velo
- Oder-Fernradweg Blue Velo